# Мус-Крик (тауншип, Миннесота)
Мус-Крик (англ. Moose Creek) — тауншип в округе Клируотер, Миннесота, США. На 2000 год его население составило 227 человек.

## География
По данным Бюро переписи населения США площадь тауншипа составляет 83,4 км², из которых 82,1 км² занимает суша, а 1,3 км² — вода (1,55 %).

## Демография
По данным переписи населения 2000 года здесь находились 227 человек, 96 домохозяйств и 64 семьи.  Плотность населения —  2,8 чел./км².  На территории тауншипа расположено 110 построек со средней плотностью 1,3 построек на один квадратный километр. Расовый состав населения: 98,24 % белых и 1,76 % коренных американцев. Испанцы или латиноамериканцы любой расы составляли 0,44 % от популяции тауншипа.
Из 96 домохозяйств в 27,1 % воспитывались дети до 18 лет, в 61,5 % проживали супружеские пары, в 2,1 % проживали незамужние женщины и в 32,3 % домохозяйств проживали несемейные люди. 28,1 % домохозяйств состояли из одного человека, при том 14,6 % из — одиноких пожилых людей старше 65 лет. Средний размер домохозяйства — 2,36, а семьи — 2,88 человека.
22,0 % населения — младше 18 лет, 5,7 % — в возрасте от 18 до 24 лет, 22,9 % — от 25 до 44, 34,4 % — от 45 до 64, и 15,0 % — старше 65 лет. Средний возраст — 45 лет. На каждые 100 женщин приходилось 102,7 мужчин.  На каждые 100 женщин старше 18 приходилось 110,7 мужчин.
Средний годовой доход домохозяйства составлял 42 500 долларов, а средний годовой доход семьи —  50 000 долларов. Средний доход мужчин —  35 729  долларов, в то время как у женщин — 28 750. Доход на душу населения составил 18 725 долларов. За чертой бедности находились 4,5 % семей и 8,1 % всего населения тауншипа, из которых 14,3 % старше 65 лет.